# Rudna Wielka (Basses-Carpates)
Pour les articles homonymes, voir Rudna Wielka.
Rudna Wielka est une localité polonaise de la gmina de Świlcza, située dans le powiat de Rzeszów en voïvodie des Basses-Carpates.